# Aeroport Internacional de Šiauliai
L'Aeroport de Šiauliai (també conegut com a Aeroport Zokniai, en lituà: Šiaulių tarptautinis oro uostas) (IATA: SQQ, OACI: EYSA) es troba a 7 quilòmetres al sud-est de la ciutat de Siauliai, al nord de Lituània. Cobreix una àrea de 471 hectàrees.

## Història
L'actual aeroport civil de Šiauliai va ser una de les més grans bases aèries soviètiques a la zona. En aquest lloc van estar les bases, fins començaments dels 90 i de manera simultània, d'una ala d'avions cisterna i d'alerta primerenca amb avions Miasíshchev M-4 que donava suport a una ala d'avions de combat i una ala de bombarders estratègics, totes dues també amb seu en la mateixa base aèria. La base disposava d'un polvorí de bombes atòmiques per ésser llançades des dels avions En [aquest enllaç | aquest assistent] es pot veure, ja fora de servei, un dipòsit soviètic de bombes atòmiques de l'aeroport de Šiauliai.

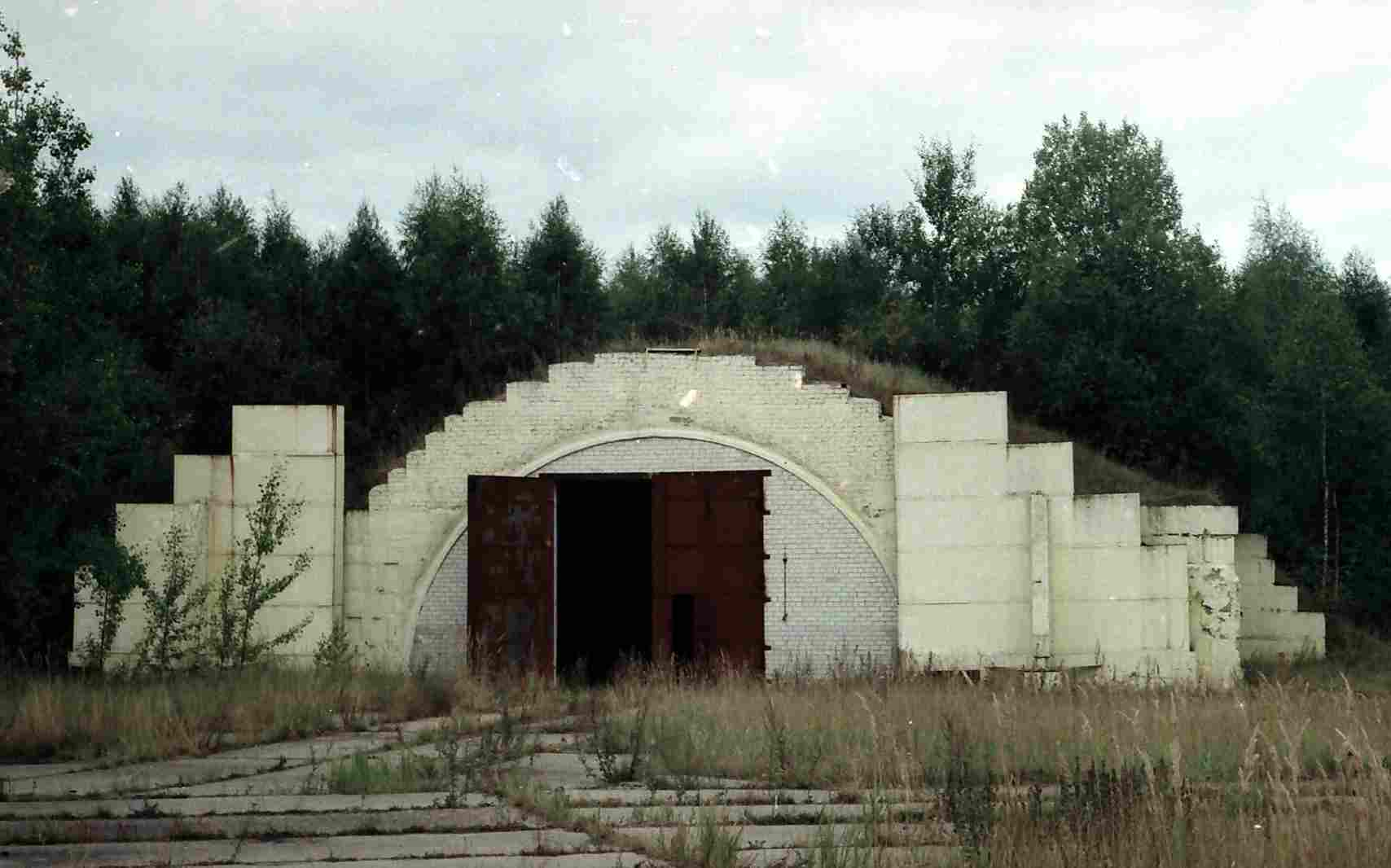
Dipòsit soviètic, fora de servei,de bombes atòmiques de l'aeroport de Šiauliai.

L'aeroport té un ús mixt militar i civil. La part militar rep el nom de Base Aèria de Ðiauliai i la civil és l'aeroport civil de Šiauliai. Les dues parts es troben cada un dels costats de les pistes d'enlairament respectivament, a l'estil de l'aeroport de Gando a les Illes Canàries o Zaventem/Melsbroek a Brussel·les. No té serveis regulars de passatgers, encara que és usat per l'aviació privada. L'aeroport és massa petit per ésser usat per les companyies de càrrega o com a aeroport de trànsit. També és la base de la petita Força Aèria Militar Lituana, que no disposa d'avions de combat i només té una petita flota de transport lleuger, part d'aquest material és antic d'origen soviètic, que ara com ara s'està renovant amb material occidental.

## Destacament aeri de l'OTAN
L'aeroport de Šiauliai, és ara com ara l'única presència aèria de l'OTAN a les tres repúbliques bàltiques. En acceptar als països bàltics com a membres de l'OTAN, l'OTAN es va comprometre davant de Rússia a no establir bases o armes nuclears en terra bàltica. Tanmateix, ara com ara les repúbliques bàltiques no tenen capacitat econòmica i humana per disposar d'avions de combat propis per defensar-se. Davant la impossibilitat d'establir bases permanents i la pròxima necessitat de protegir l'espai aeri dels països bàltics, al febrer del 2004 l'OTAN va decidir establir, de manera provisional, un destacament aeri rotatori que ha de durar fins a la compra d'avions de combat per cada un dels països bàltics. A Šiauliai hi ha cada tres mesos un país de l'OTAN amb un destacament de quatre avions de combat.